# حوزه انتخابیه هفتم مینه‌سوتا
حوزه انتخابیه هفتم مینه‌سوتا یک حوزه انتخابیه مجلس نمایندگان آمریکا است که در ایالت مینه‌سوتا قرار دارد.